# Vaporware
Als Vaporware werden Produkte bezeichnet, die der Öffentlichkeit angekündigt, aber nur mit großer Verzögerung oder niemals produziert werden. Der Begriff wird besonders im Bereich von Computer-Hardware und Software verwendet.

## Herkunft
Der Begriff vapor kommt aus dem Englischen und bedeutet „Dampf“. Deutsche Umschreibungen könnten „nichts als heiße Luft“ oder „viel Lärm um nichts“ sein. Der Begriff wurde populär, als die von der International Data Group herausgegebene Zeitschrift Infoworld im November 1985 im Alexic Hotel in Las Vegas den Golden Vaporware Award an Bill Gates für die Verzögerung von Microsoft Windows 1.0 vergab.

## Vaporware Awards
Der Vaporware Award ist ein Negativpreis für angekündigte, aber nicht zum angegebenen Zeitpunkt fertiggestellte Hardware- oder Software-Produkte. Das US-Magazin Wired veröffentlicht seit 1996 jährlich die Liste der bei seinen Lesern zehn bekanntesten Vaporware-Produkte. Ein bekannter Preisträger ist Duke Nukem Forever, ein Spiel, das 1997 angekündigt wurde und bis zu seinem tatsächlichen Erscheinen im Jahr 2011 mehrfacher „Vaporware of the Year“-Titelträger des Wired Magazins wurde.

## Beispiele
- Beyond Good and Evil 2
- Half-Life 3
- Portal 3
- Daikatana
- Dark Sun: Shattered Lands
- Duke Nukem Forever
- Final Fantasy XV – ursprünglich Final Fantasy Versus XIII
- Star Citizen
- The Last Guardian
- Team Fortress 2